# Saint-Rimay
Saint-Rimay – miejscowość i gmina we Francji, w Regionie Centralnym, w departamencie Loir-et-Cher.
Według danych na rok 1990 gminę zamieszkiwały 323 osoby, a gęstość zaludnienia wynosiła 44 osoby/km² (wśród 1842 gmin Regionu Centralnego Saint-Rimay plasuje się na 821. miejscu pod względem liczby ludności, natomiast pod względem powierzchni na miejscu 1270.).